# 氢可酮/扑热息痛
氢可酮/扑热息痛（英語：hydrocodone/paracetamol）亦稱氢可酮/对乙酰氨基酚（英語：hydrocodone/acetaminophen），商品名稱為維柯汀（Vicodin，又譯凡可汀），是一种由氢可酮和扑热息痛（对乙酰氨基酚）组成的鸦片类麻醉性镇痛药，用来缓解中至重度疼痛。

## 引用
1. ↑  .   [2015-06-07]. （原始内容存档于2015-05-10）.